# الدوري الجنوبي لكرة القدم 1911–12
الدوري الجنوبي لكرة القدم 1911–12 (بالإنجليزية: 1911–12 Southern Football League)‏ هو موسم من الدوري الجنوبي الممتاز. فاز فيه كوينز بارك رينجرز.